# Eupithecia proluaria
Eupithecia proluaria är en fjärilsart som beskrevs av Freyer 1859. Eupithecia proluaria ingår i släktet Eupithecia och familjen mätare. Inga underarter finns listade i Catalogue of Life.